# 鮑爾恩格拉本湖
鮑爾恩格拉本湖（德語：Bauerngraben），是德國的湖泊，位於該國東北部，由薩克森-安哈爾特州負責管轄，處於哈次山，長0.4公里、寬0.2公里，面積0.04平方公里，海拔高度250米。

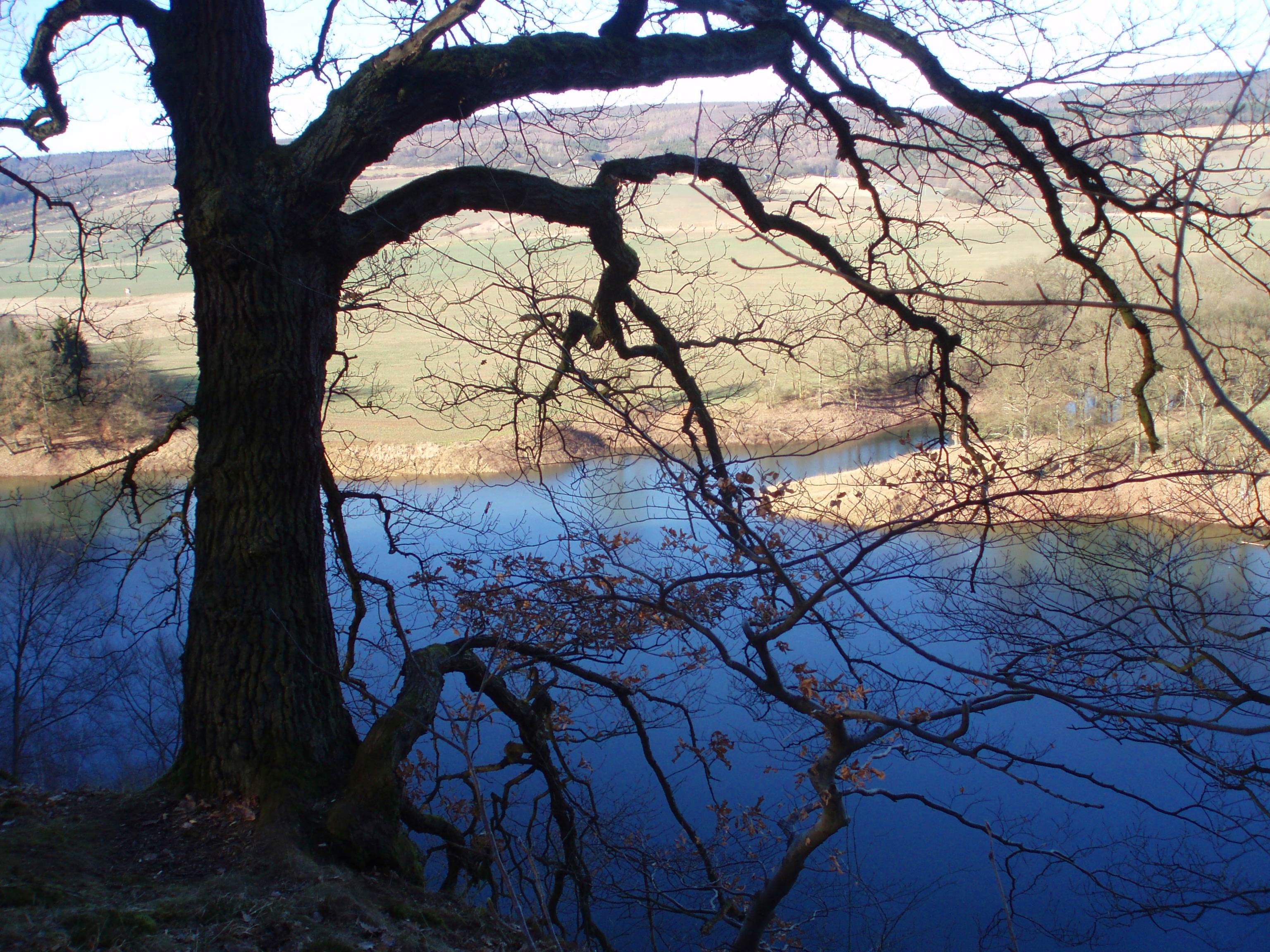
Bauerngraben im gefüllten Zustand